# Церква Вознесіння Господнього (Дунаївці)
Церква Вознесіння Господнього в Дунаївцях — парафія і храм греко-католицької громади Кам'янець-Подільського деканату Кам'янець-Подільської єпархії Української греко-католицької церкви в місті Дунаївці Хмельницької области.

## Історія церкви
У грудні 2002 року в Хмельницькій ОДА була офіційно зареєстрована парафія Вознесіння Господнього.
Завдяки підтримці семінаристів Тернопільської вищої духовної семінарії імені патріарха Йосифа Сліпого у 2003 році, після Квітної неділі, розпочалося будівництво тимчасової дерев'яної каплички. Вже на Великдень того ж року в ній відбулася перша Літургія, на яку, крім священника Дмитра та семінаристів, прийшло лише двоє вірян. За пів року громада зросла до десяти родин. Тоді ж міська рада Дунаївців виділила земельну ділянку для будівництва постійного храму поруч із капличкою. Багато зусиль довелося докласти, щоб розчистити територію, яку місцеві мешканці використовували як смітник.
2 вересня 2004 року єпископ Михаїл Сабрига освятив наріжний камінь для нової церкви. Фінансову та молитовну допомогу надавали єпископи Тернопільсько-Зборівської єпархії Михаїл Сабрига та Василій Семенюк.
Парафіяни щодня долучалися до будівництва. 23 жовтня 2005 року єпископ Василій Семенюк очолив освячення новобудованого храму.
Попри всі перешкоди, парафія активно розвивається: зростає кількість вірян, працює недільна школа для катехизації, організовуються літні табори для молоді та паломництва до Зарваниці.
При церкві діють спільноти «Матері в молитві» та Вівтарна дружина.

## Парохи
- о. Дмитро Сухович (з 2003).